# 1977-es Australian Open (január)
A januári 1977-es Australian Open az év első Grand Slam-tornája volt, január 3. és január 9. között rendezték meg Melbourne-ben. A férfiaknál az amerikai Roscoe Tanner, nőknél az ausztrál Kerry Melville Reid nyert.

## Döntők

### Férfi egyes
Roscoe Tanner -  Guillermo Vilas,  6-3, 6-3, 6-3

### Női egyes
Kerry Melville Reid -  Dianne Fromholtz Balestrat, 7-5, 6-2

### Férfi páros
Arthur Ashe /  Tony Roche -  Charlie Pasarell /  Erik Van Dillen 6-4, 6-4

### Női páros
Dianne Fromholtz Balestrat /  Helen Gourlay-Cawley -  Betsy Nagelsen /  Kerry Reid 5-7, 6-1, 7-5

### Vegyes páros
1970–1986 között nem rendezték meg.